# Ruta Nacional 243 (Argentina)
La Ruta Nacional 243 era el nombre que tenía antes de 1980 la carretera de 43 km en el sudoeste de la Provincia de Río Negro y el noroeste de la Provincia del Chubut, República Argentina que une la antigua Ruta Nacional 258 (actual Ruta Nacional 40) a 3 km al sur de Los Repollos, con la vieja traza de la Ruta Nacional 40, en el pueblo chubutense de El Maitén.
Mediante el Decreto Nacional 1595 del año 1979 la jurisdicción de esta ruta pasó a las provincias de Río Negro y Chubut, donde actualmente es la Ruta Provincial 6 (en Río Negro) y es de ripio.

## Localidades
Los pueblos (todos de menos de 5.000 habitantes) por los que pasa esta ruta de noroeste a sudeste son los siguientes:

### Provincia de Río Negro
Recorrido: 35 km (kilómetro 0-35)
- Departamento Bariloche: Cuesta del Ternero (km 10).

### Provincia del Chubut
Recorrido: 8 km (km 35-43)
- Departamento Cushamen: El Maitén (km 43).